# 壺・ゆる壺
『壺』（つぼ）、『ゆる壺』（ゆるつぼ）は、2000年8月7日から2006年9月17日まで、中国放送（RCCテレビ）で放送されていたテレビ番組である。両番組の司会は、同局アナウンサーの青山高治が務めた。

## 『壺』概要
月曜日24:50 ‐ 25:20に放送されていた音楽番組である。広島でライブを行うアーティストへのインタビューや広島県内で開催予定のライブのチケット先行予約受付の告知、開催されたライブのレポートなどの放送が行われた。また、広島県庄原市で毎年行われているSET STOCKや、中国放送主催のビタミンRに関する情報発信にも力が入れられた。
2006年9月17日放送分をもって終了。同年10月から後継番組として、『ブルマン』の放送が開始された。

## 『ゆる壺』概要
『壺』直後の日曜日25:15 ‐ 25:45に放送。こちらは基本的に月に一度の割合で放送されていた。青山がノーアポイント、ノープランで広島市周辺のオススメの店を紹介した。